# Kuehneotherium
Kuehneotherium is een geslacht van uitgestorven Mammaliaformes, voorheen beschouwd als een holotheriër, dat leefde tijdens het Laat-Trias en Vroeg-Jura en wordt gekenmerkt door een omgekeerd driehoekig patroon van molaire knobbels. Hoewel er veel fossielen zijn gevonden, zijn de fossielen beperkt tot tanden, tandfragmenten en onderkaakfragmenten. Het geslacht omvat Kuehneotherium praecursoris, Kuehneotherium stanislavi en een Kuehneotherium nova species. De familie Kuehneotheriidae en het geslacht Kuehneotherium werden gecreëerd om de enkele soort Kuehneotherium praecursoris te huisvesten. Modellering op basis van een vergelijking van de Kuehneotherium-kaak met andere mammaliaformen geeft aan dat het op volwassen leeftijd ongeveer de grootte had van een hedendaagse spitsmuis, tussen vier en vijf gram.
Kuehneotherium wordt beschouwd als een insecteneter die alleen zachte insecten zoals motten zou kunnen consumeren. Zijn tanden waren gevormd voor verticaal snijden en konden een hardere prooi niet verpletteren. Het leefde naast de andere vroege mammaliaform Morganucodon, die tanden had die hardere insecten zoals kevers konden verpletteren. Dit onderscheid in voeding laat zien dat vroege zoogdiervormen zich aanpasten om aparte voedingsnichen te exploiteren, zodat ze niet zouden strijden om voedsel.

## Naamgeving
Overblijfselen van Kuehneotherium praecursoris zijn gevonden in de Pontalun-steengroeve in een enkele spleetvulling in Zuid-Wales. De afzetting die in kalksteen wordt gevonden, stamt uit het Laat-Trias. (Whiteside en Marshall 2008). Extra fossielen van Kuehneotherium zijn gevonden in rotsformaties van het Vroeg-Jura van Groot-Brittannië (Somerset) en het Laat-Trias van Frankrijk (Saint-Nicolas-de-Port), Luxemburg en Groenland; de Kuehneotherium-exemplaren van Saint-Nicolas-de-Porte hebben de naam Kuehneotherium stanislavi gekregen.
De typesoort Kuehneotherium praecursoris werd benoemd en beschreven door Doris M. Kermack, K. A. Kermack en Frances Mussett in november 1967. De geslachtsnaam eert Walter Georg Kuehne en verbindt diens naam met een galatiniseerd Grieks therium, een gebruikelijke aanduiding voor zoogdieren.
Het holotype is BMNH M19165, een bovenste linkerkies. Tientallen andere premolaren en kiezen zijn toegewezen alsmede vier dentaria.

## Paleo-omgeving
Tijdens het Laat-Trias was het supercontinent Pangea intact, wat een gemakkelijke uitwisseling en migratie van dieren over de verbonden continenten mogelijk maakte. Dit verklaart de brede verspreiding van Kuehneotherium-fossielen die in Groenland en Europa worden gevonden. Toen de continenten tijdens het Jura uiteen begonnen te vallen, bedekten ondiepe zeeën de Britse eilanden, waar Kuehneotherium voor het eerst werd gevonden. De overblijfselen werden weggespoeld in kalksteengrotten en scheuren gevormd door de ondiepe zeeën en werden bewaard als fossielen in klastisch sediment.
Het klimaat waarin Kuehneotherium leefde was heet en droog tijdens dit deel van het vroege Mesozoïcum. Coniferen floreerden en verspreidden zich over Pangea. Toen de continenten tijdens het Vroeg-Jura uit elkaar scheurden, was het klimaat vochtiger. Varens, paardenstaarten, cycaden en mossen kwamen veel voor in zowel het Trias als het Jura, maar ze kwamen vaker voor in de meer vochtige Jura-periode.

## Fylogenie
De fylogenetische positie van Kuehneotherium is uitgebreid bestudeerd. Kuehneotherium werd ooit geclassificeerd als een zoogdier uit de onderklasse Theria (de gemeenschappelijke voorouder van buideldieren, placentale zoogdieren en zijn nakomelingen). Er zijn echter verdere fossielen van basale zoogdieren gevonden die dateren van vóór Kuehneotherium op de geologische tijdschaal en de verwantschappen van vroege zoogdieren werden opnieuw geëvalueerd. Kuehneotherium wordt nu geplaatst in de meer basale clade Holotheria. Kuehneotherium preacursoris is het vroegste zoogdier dat als holotherisch is gecategoriseerd. Holotheria omvat soorten waarbij de hoofd- en hulpmolaarknobbels in een driehoek zijn gerangschikt. De plaats van Kuehneotherium in Holotheria wordt als onstabiel beschouwd, omdat het moeilijk is om de kenmerken van een soort te bepalen op basis van alleen onderkaak- en tandfragmenten.
Fylogenie (Zofia Kielan-Jaworowska et al., 2002)
|  | Morganucodon                                                   |
|  |                                                                |
|  | \| \| Megazostrodon \| \| \| \| \| \| Dinnetherium \| \| \| \| |
|  |                                                                |
|  | Megazostrodon                                                  |
|  |                                                                |
|  | Dinnetherium                                                   |
|  |                                                                |

|  | Megazostrodon |
|  |               |
|  | Dinnetherium  |
|  |               |

|  | Hadrocodium                                                 |
|  |                                                             |
|  | \| \| Kuehneotherium \| \| \| \| \| \| Mammalia \| \| \| \| |
|  |                                                             |
|  | Kuehneotherium                                              |
|  |                                                             |
|  | Mammalia                                                    |
|  |                                                             |

|  | Kuehneotherium |
|  |                |
|  | Mammalia       |
|  |                |

|  | Hadrocodium                                                 |
|  |                                                             |
|  | \| \| Kuehneotherium \| \| \| \| \| \| Mammalia \| \| \| \| |
|  |                                                             |
|  | Kuehneotherium                                              |
|  |                                                             |
|  | Mammalia                                                    |
|  |                                                             |

|  | Kuehneotherium |
|  |                |
|  | Mammalia       |
|  |                |

|  | Morganucodon                                                   |
|  |                                                                |
|  | \| \| Megazostrodon \| \| \| \| \| \| Dinnetherium \| \| \| \| |
|  |                                                                |
|  | Megazostrodon                                                  |
|  |                                                                |
|  | Dinnetherium                                                   |
|  |                                                                |

|  | Megazostrodon |
|  |               |
|  | Dinnetherium  |
|  |               |

|  | Hadrocodium                                                 |
|  |                                                             |
|  | \| \| Kuehneotherium \| \| \| \| \| \| Mammalia \| \| \| \| |
|  |                                                             |
|  | Kuehneotherium                                              |
|  |                                                             |
|  | Mammalia                                                    |
|  |                                                             |

|  | Kuehneotherium |
|  |                |
|  | Mammalia       |
|  |                |

|  | Hadrocodium                                                 |
|  |                                                             |
|  | \| \| Kuehneotherium \| \| \| \| \| \| Mammalia \| \| \| \| |
|  |                                                             |
|  | Kuehneotherium                                              |
|  |                                                             |
|  | Mammalia                                                    |
|  |                                                             |

|  | Kuehneotherium |
|  |                |
|  | Mammalia       |
|  |                |

|  | Morganucodon                                                   |
|  |                                                                |
|  | \| \| Megazostrodon \| \| \| \| \| \| Dinnetherium \| \| \| \| |
|  |                                                                |
|  | Megazostrodon                                                  |
|  |                                                                |
|  | Dinnetherium                                                   |
|  |                                                                |

|  | Megazostrodon |
|  |               |
|  | Dinnetherium  |
|  |               |

|  | Hadrocodium                                                 |
|  |                                                             |
|  | \| \| Kuehneotherium \| \| \| \| \| \| Mammalia \| \| \| \| |
|  |                                                             |
|  | Kuehneotherium                                              |
|  |                                                             |
|  | Mammalia                                                    |
|  |                                                             |

|  | Kuehneotherium |
|  |                |
|  | Mammalia       |
|  |                |

|  | Hadrocodium                                                 |
|  |                                                             |
|  | \| \| Kuehneotherium \| \| \| \| \| \| Mammalia \| \| \| \| |
|  |                                                             |
|  | Kuehneotherium                                              |
|  |                                                             |
|  | Mammalia                                                    |
|  |                                                             |

|  | Kuehneotherium |
|  |                |
|  | Mammalia       |
|  |                |

|  | Morganucodon                                                   |
|  |                                                                |
|  | \| \| Megazostrodon \| \| \| \| \| \| Dinnetherium \| \| \| \| |
|  |                                                                |
|  | Megazostrodon                                                  |
|  |                                                                |
|  | Dinnetherium                                                   |
|  |                                                                |

|  | Megazostrodon |
|  |               |
|  | Dinnetherium  |
|  |               |

|  | Hadrocodium                                                 |
|  |                                                             |
|  | \| \| Kuehneotherium \| \| \| \| \| \| Mammalia \| \| \| \| |
|  |                                                             |
|  | Kuehneotherium                                              |
|  |                                                             |
|  | Mammalia                                                    |
|  |                                                             |

|  | Kuehneotherium |
|  |                |
|  | Mammalia       |
|  |                |

|  | Hadrocodium                                                 |
|  |                                                             |
|  | \| \| Kuehneotherium \| \| \| \| \| \| Mammalia \| \| \| \| |
|  |                                                             |
|  | Kuehneotherium                                              |
|  |                                                             |
|  | Mammalia                                                    |
|  |                                                             |

|  | Kuehneotherium |
|  |                |
|  | Mammalia       |
|  |                |

## Betekenis voor de evolutie van het gebit van zoogdieren
Studie van de initiële ontwikkeling van molaire piek-triangulatie bij Kuehneotherium preacursoris is de sleutel geweest tot het vroege begrip van de overgang tussen triconodontische en 'crown therian' kiezen.
Het gebit van Kuehneotherium vertoont een significant verband tussen zoogdiervormige triconodont-vormige tanden die worden gebruikt in een punctie-verpletterend patroon, tot moderne kroonkiezen die verticaal kauwen en horizontaal kauwen. Theria-zoogdieren zoals buideldieren en placentadieren deelden een gemeenschappelijke voorouder die werd gekenmerkt door een bovenste kies met drie hoofdknobbels, gerangschikt in een driehoek die past in de onderste kies die een omgekeerde driehoek en een komachtige 'hiel' heeft. Latere ontdekking van het eerdere, meer basale zoogdier Woutersia, leverde aanvullende informatie op over deze gebitsovergang. Kuehneotherium had, net als andere zoogdieren, tijdens zijn leven twee sets tanden. Er wordt gespeculeerd dat ze tot zes lagere kiezen hebben gehad, waarbij de laatste kies later in het leven aan de rij is toegevoegd. Het bewijs hiervoor is dat de achterste hoektandenrij naar achteren verschuift naarmate het dier groeide. Ze hadden vijf tot zes premolaren; de eerste vier premolaren zijn enkelwortelig. Voorste premolaren zouden in de late volwassenheid zijn afgeworpen en niet zijn vervangen. De onderkaak is een meer basale morfologie met een prominente postdentaire groef waar meer ontwikkelde postdentaire botten zouden hechten. De glazuurmicrostructuren van Kuehneotherium-tanden betroffen een synapside kolomvormig glazuur dat wordt gekenmerkt door een patroon van kolomvormige, prismaloze structuren.

## Metabolisme
Naast Morganucodon lijkt Kuehneotherium een lager metabolisme te hebben gehad dan moderne zoogdieren, met een lange levensduur.